# Zwergschneegans

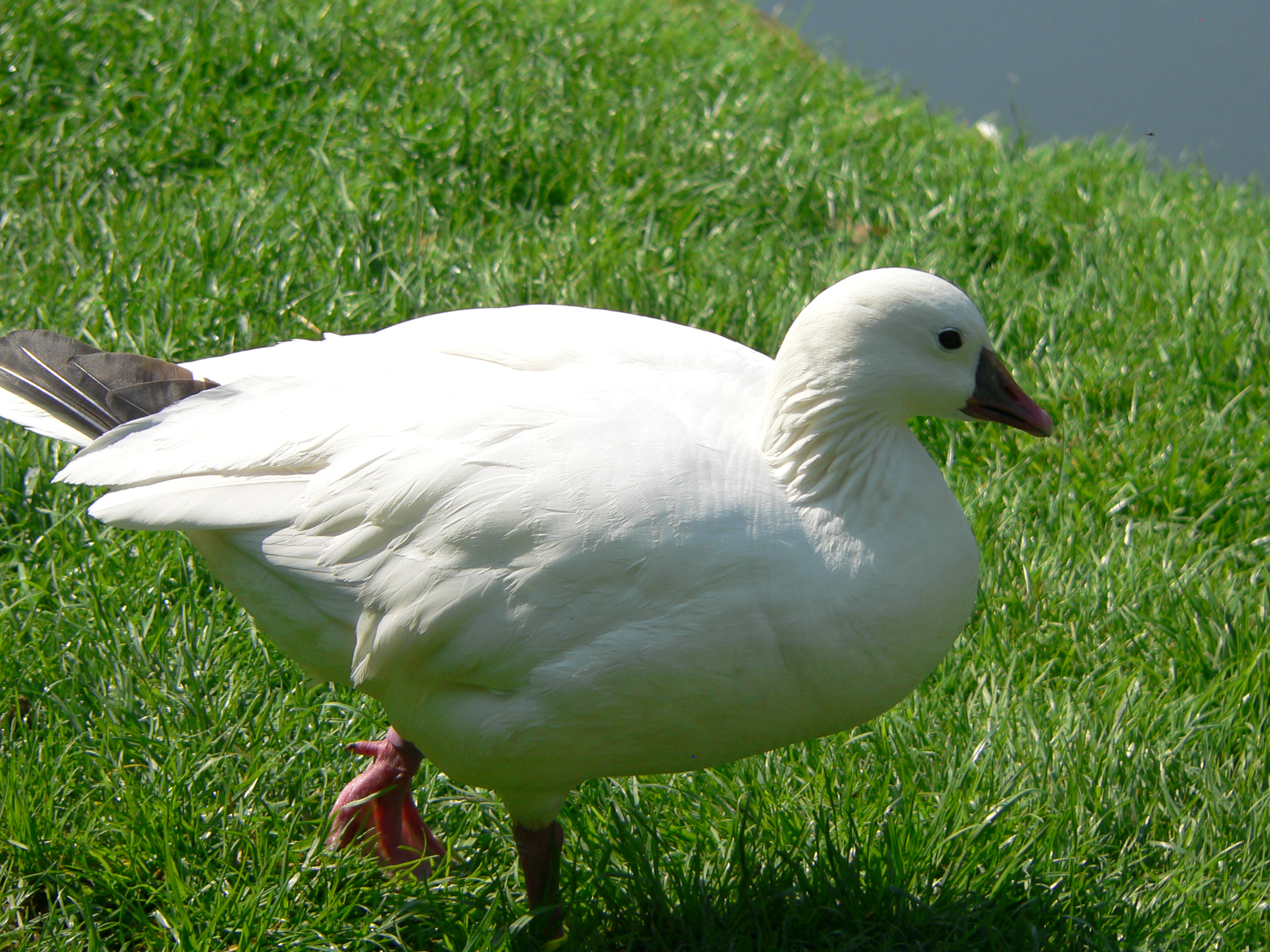

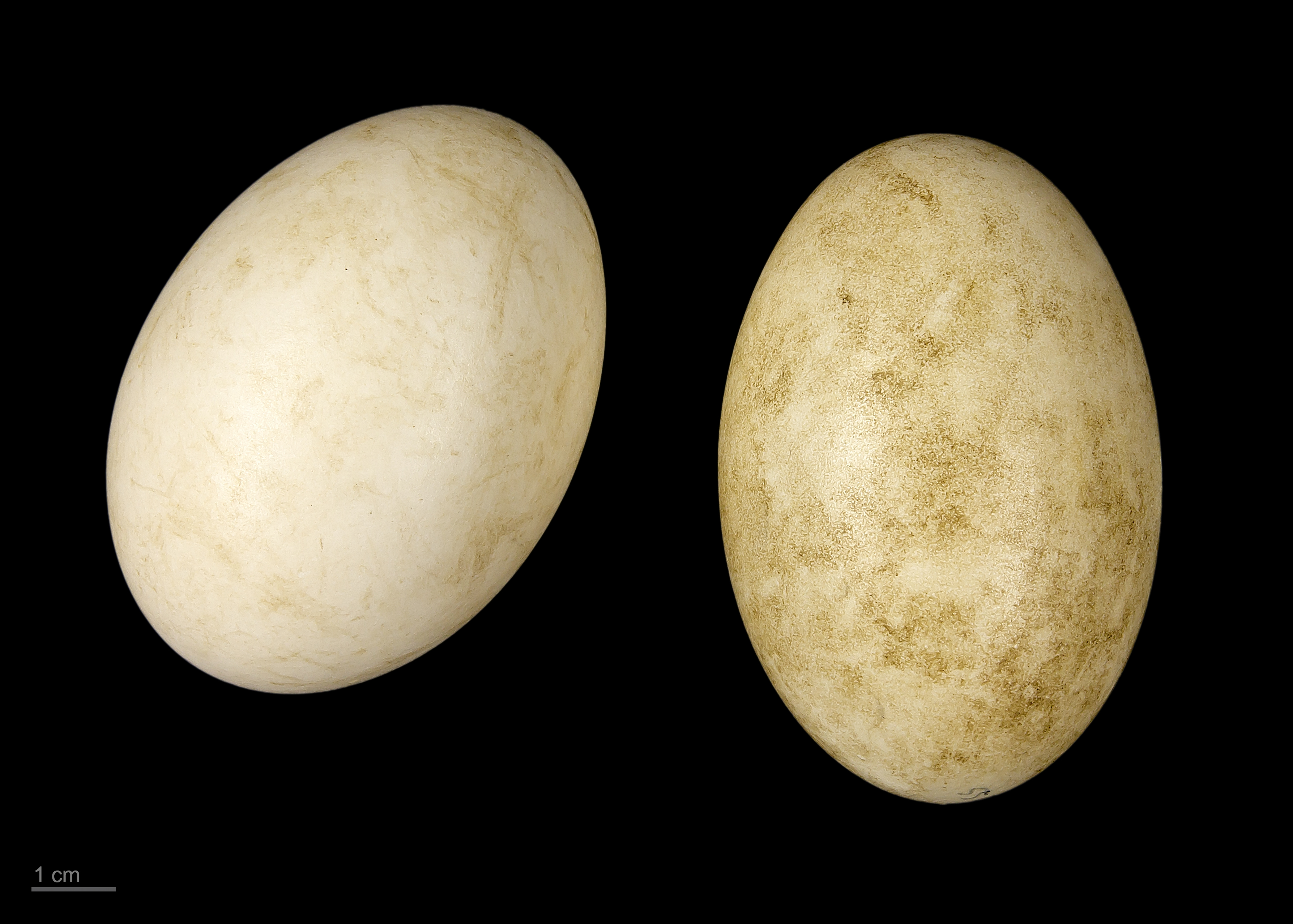
Anser rossii

Die Zwergschneegans (Anser rossii), auch Ross-Schneegans, ist eine in Nordamerika einheimische Art der Feldgänse und gehört damit zu den Echten Gänsen (Anserini). Sie wird zuweilen auch mit der Schneegans (Anser caerulescens), der Kaisergans (Anser canagicus) und der Streifengans (Anser indicus) in eine eigene Gattung mit dem wissenschaftlichen Namen Chen gestellt. Sie ist die kleinste der arktischen Gänse. Die Art wurde erstmals 1861 durch J. Cassin wissenschaftlich beschrieben.
Die Zwergschneegans ist in Westeuropa ein extrem seltener Irrgast. Es ist jedoch auch möglich, dass es sich bei den beobachteten Vögeln überwiegend um Gefangenschaftsflüchtlinge handelte.

## Aussehen
Die Zwergschneegans wird mit einer Körperlänge von 53 bis 66 cm etwa so groß wie eine Ringelgans (Branta bernicla), ihr Gewicht liegt meist zwischen 1,2 kg und 1,6 kg, Weibchen sind generell etwas leichter als die Männchen. Sie sieht der Schneegans sehr ähnlich, ist aber deutlich kleiner und hat einen kürzeren Schnabel als diese. Der meist leicht aufrecht getragene und recht rundlich geformte Körper wird von reinweißem Gefieder bedeckt; einzige Ausnahme bilden die schwarzen Flugfedern. Der Hals der Zwergschneegans ist vergleichsweise kurz; dasselbe gilt wie erwähnt auch für den rosafarbenen Schnabel, der am Ansatz kleine bläuliche Vorsprünge aufweist, die allerdings beim Weibchen weniger ausgeprägt sind. Die Augenfarbe ist dunkelbraun. Die Beine sind in kräftigem Rosa gefärbt, auffällig ist zudem das hochstehende gut sichtbare Fersengelenk.
Ähnlich wie bei der Schneegans gibt es in seltenen Fällen eine dunkle Farbmorphe. Diese sind möglicherweise auf eine Verpaarung mit dunklen Schneegänsen zurückzuführen.
Jungtiere haben beim Schlüpfen ein Gewicht von etwa 65 Gramm, ihr Gefieder ist zunächst weitgehend grau, nur auf der Bauchseite ist es etwas aufgehellt, gelegentlich auch gelblich. Schnabel und Beinfarbe sehen zunächst grüngräulich aus, bevor sich die Färbung des erwachsenen Tieres durchsetzt; die Flugfedern sind dagegen oft in verschiedenen Brauntönen gehalten.

## Verbreitung und Lebensraum
Zwergschneegänse sind Zugvögel, die im Verlauf der Jahreszeiten zwischen ihren nordischen Brutgebieten und ihren weiter südlich gelegenen Überwinterungsgebieten hin- und herziehen. Letztere verlassen sie dabei im Februar, erstere Anfang September.
Geografisch liegen die Brutgebiete im Nordwesten Kanadas, insbesondere im Gebiet des Perry Rivers sowie auf der sibirischen Wrangelinsel, während das Überwinterungsgebiet weiträumiger verteilt ist. So zählen sowohl küstennahe Gebiete Kaliforniens dazu, insbesondere das Sacramento Valley, aber auch Teile New Mexicos sowie das Hochland Mexikos. Auch die amerikanische Golfküste von Texas und Louisiana, die Marschen des Mississippi-Deltas und sogar (wenn auch selten) die Atlantikküste werden regelmäßig von Zwergschneegänsen besucht. Manchmal fliegen einzelne Schwärme – oft zusammen mit Weißwangengänsen – auch nach Nordwesteuropa, insbesondere nach Island, zu den Färöerinseln, seltener nach Belgien, den Niederlanden oder auch Deutschland. Ansonsten tritt die Zwergschneegans in Mitteleuropa nur als Neozoon auf, das aus der Gefangenschaft in Zuchtstationen entflohen ist.
Das Brutgebiet zeichnet sich durch kurze Sommer und ein raues Klima aus, in dem nur tundrische Gräser und Kräuter, Moose und Flechten, niedrig wachsende Birken und Zwergweiden wachsen können. Die Gänse halten sich hauptsächlich auf flachen, felsigen, allenfalls mit kleinen Büschen bewachsenen Inseln auf, die in größeren Seen liegen und damit Raubtieren keinen Zugang erlauben. Im Winter bilden dagegen Hochebenen, Marschen und heute auch landwirtschaftliches Nutzland ihren Lebensraum.

## Ernährung und Lebensweise
Zwergschneegänse leben vegetarisch von Wurzeln, Sprossen und Samen arktischer Gräser und Kräuter sowie von grünen Teilen von Wasserpflanzen wie beispielsweise Seggen (Carex). Im Wintergebiet stellen ebenfalls Gras-Samen und kleine Wurzelstücke einen wichtigen Nahrungsbestandteil dar, daneben werden auch Ackerflächen und Viehweiden abgeäst.

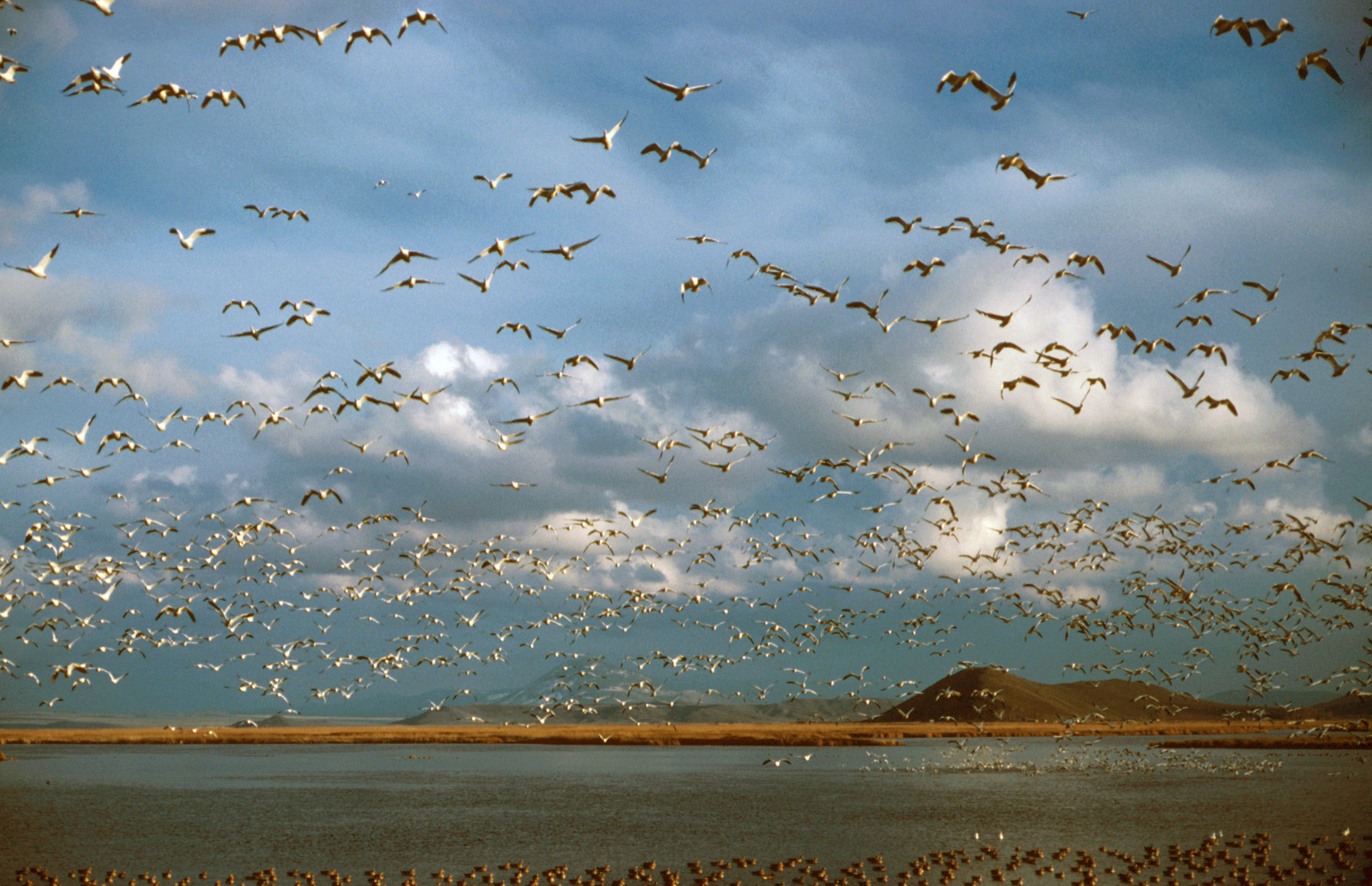
Fliegende Zwergschneegänse in Oregon

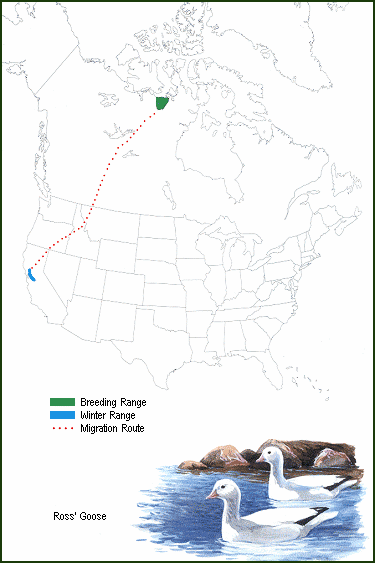
Zugstrecke der Zwergschneegänse

Die äußerst sozialen Tiere leben gewöhnlich in großen Schwärmen und sind hauptsächlich tagsüber aktiv. Natürliche Feinde, insbesondere für die Jungtiere, sind Möwen und der Polarfuchs.

## Fortpflanzung
Der Brutverlauf ist bei den Zwergschneegänsen durch den kurzen und klimatisch harschen Sommer ihrer Brutgebiete bestimmt. So liegt oft bei der Ankunft der ersten kleineren Gruppen in den letzten Wochen des Mais beziehungsweise den ersten des Junis noch Schnee. Sobald dieser geschmolzen ist, beginnt das Weibchen mit dem Bau des Nestes; das Männchen beteiligt sich an dieser Arbeit nicht. Die Kopulation zwischen den auf Lebenszeit verbundenen Partnern hat lange vor diesem Zeitpunkt bereits auf dem Zug stattgefunden. Als Nistplatz dienen meist kleine in den Boden gescharrte Mulden, die sich zum Schutz gegen den kalten Wind fast immer auf der windabgewandten Seite von Felsbrocken oder kleinen Sträuchern befinden und mit kleinen Zweigen, Grashalmen, Moos oder Flechten und abschließend mit Dunenfedern ausgelegt werden. Die Einzelnester liegen bei den in Kolonien brütenden Vögeln oft nahe beieinander.
Je nach den klimatischen Bedingungen legt das Weibchen in der Zeit zwischen Anfang und Ende Juni zwei bis sieben, meist aber vier oder fünf rosafarbene bis cremeweise mattglänzende Eier, die eines nach dem anderen im 24-Stunden-Rhythmus abgelegt werden. Bei Zerstörung des ersten Geleges kommt es nicht zu einem Nachgelege. Nur das Weibchen brütet, während der Ganter Weibchen und Gelege bewacht. Etwa drei Wochen später (mit einer Schwankungsbreite von ungefähr drei Tagen) schlüpfen die Jungtiere gleichzeitig. Während sie zu Beginn noch im Familienverband in der Brutkolonie äsen, verlassen sie drei Wochen später gegen Ende Juli zusammen mit ihren Eltern das Brutrevier und begeben sich zu in Wassernähe gelegenen Weideplätzen, wo sich die Einzelfamilien zu größeren Verbänden vereinigen. Dort setzt auch bei den Eltern die Mauser ein, die ungefähr einen Monat dauert, so dass sie gleichzeitig mit ihren Jungen, die nach fünfeinhalb bis sechseinhalb Wochen flügge werden, gegen Mitte bis Ende August die Flugfähigkeit wieder erlangen. Bei den Jungvögeln bildet sich nach knappen drei Monaten das Erwachsenengefieder heraus; bereits zuvor sind sie jedoch zusammen mit ihren Eltern in die Wintergebiete abgewandert, wo sie im Oktober bis November eintreffen. Ab dem zweiten, manchmal auch dritten Lebensjahr sind sie selbst fortpflanzungsreif.
Die Zwergschneegans paart sich nicht nur mit Artgenossen; es wird von Hybriden mit der Graugans (Anser anser), der Schneegans (Anser caerulescens), der Kaisergans (Anser canagica) und sogar der zu einer anderen Gattung gehörenden Rothalsgans (Branta ruficollis) berichtet.

## Gefährdung
Zwergschneegänse gelten nicht als bedroht. Ursprünglich eine eher seltene Art, nimmt die Zahl der Individuen deutlich zu. Seit Mitte der 1950er Jahre ist der Populationszuwachs teils dramatisch. Nach einzelnen Schätzungen betrug er zwischen den 1950er und 1990er Jahren jährlich 10 Prozent. Lediglich eine Abnahme der auf der Wrangelinsel brütenden Paare wurde registriert.

## Haltung in Europa
Die ersten Schneegänse, die in Europa gehalten wurden, wurden zu Beginn des 20. Jahrhunderts aus Kalifornien importiert. Bis zum Ende des Zweiten Weltkriegs blieben Zwergschneegänse jedoch Entenvögel, die nur selten von Zoos gezeigt oder von Privatpersonen gezüchtet wurden. An einer Forschungsreise zum arktischen Perry-River nahm 1949 der Wissenschaftler Peter Markham Scott teil, der von dieser Forschungsreise mehrere Zwergschneegänse mit nach Europa brachte. Halter der Gänse war der britische Wildfowl Trust, der damit eine Zucht begründete, aus denen der Großteil der in Europa gehaltenen Zwergschneegänse abstammte. Seit den 1980er Jahren ging die Anzahl der gezeigten Tiere wieder zurück. Dazu trug zum einen eine Inzuchtdepression bei. Gleichzeitig verzichtete eine zunehmende Zahl von Zoos auf die Haltung dieser in der freien Wildbahn zahlreich vorkommenden Gänseart und wandten sich der Erhaltungszucht der stärker bedrohten Rothals- und Ringelgans zu.